# Léon Vallet
 (janvier 2023).
Si vous disposez d'ouvrages ou d'articles de référence ou si vous connaissez des sites web de qualité traitant du thème abordé ici, merci de compléter l'article en donnant les références utiles à sa vérifiabilité et en les liant à la section « Notes et références ».
Pour les articles homonymes, voir Vallet.
Jean-Baptiste Léon Vallet (1845-1922) est un sculpteur sur bois, artisan ébéniste, architecte et directeur d'une fabrique située dans la commune de Saint-Sébastien située dans le département de la Creuse et la région Nouvelle-Aquitaine.

## Biographie
Jean-Baptiste Léon Vallet, dit Léon Vallet naît à Saint-Sébastien dans la Creuse le 8 mai 1845, fils de Jean Vallet de Lagouttejan, dépendant de Saint-Sébastien, ébéniste et sculpteur sur bois et pierre, qui a réalisé la frise du portail de l'église de Saint Sébastien (23) à l'âge de 14 ans. Il s'est marié 3 fois et a été veuf 2 fois. Avec sa première épouse Marie Dupuis, il n'a pas eu d'enfant. Avec sa deuxième épouse Marie Martin, il a eu 4 enfants (son fils Ernest et l'un de ses gendres Alfred Gehl reprendront l'entreprise). De sa troisième épouse Anna Marie Moffart, il a eu une fille. 
Il crée un groupe industriel de grande envergure à la fin du XIXe siècle qui avait des activités très diversifiées : sculpture sur bois, menuiserie industrielle comme des bancs d'école qui ont servi jusqu'au milieu des années 1950... et cartes postales.
Il est à l'origine, vers 1880, d'un arrêt de train supplémentaire à la gare de Saint-Sébastien qui lui permettait d'exporter plus aisément ses fabrications. 
Il meurt le 29 avril 1922 à Saint-Sébastien où il est enterré.
Ses sculptures sont beaucoup plus nombreuses que celles qui sont indiquées, mais beaucoup ont été volées dont la chaire de l'église de Saint-Benoît-du-Sault dans l'Indre. Il était spécialisé dans les sculptures religieuses. Un de ses petits-fils a établi un catalogue avec photographies de ses nombreuses œuvres. Il a de plus participé à la restauration de la basilique de Saint-Quentin. Il a également travaillé à la construction de l'Opéra Garnier à Paris.

## Œuvres
- Les sculptures sur bois du couvent de sœurs du Sauveur et de la Sainte Vierge à La Souterraine[1].
- Le couvent des adoratrices du Verbe incarné, actuellement maison de retraite à Azerables. Pour ce bâtiment Léon Vallet a assuré la conception architecturale et la construction[2].